# Цветы и птицы

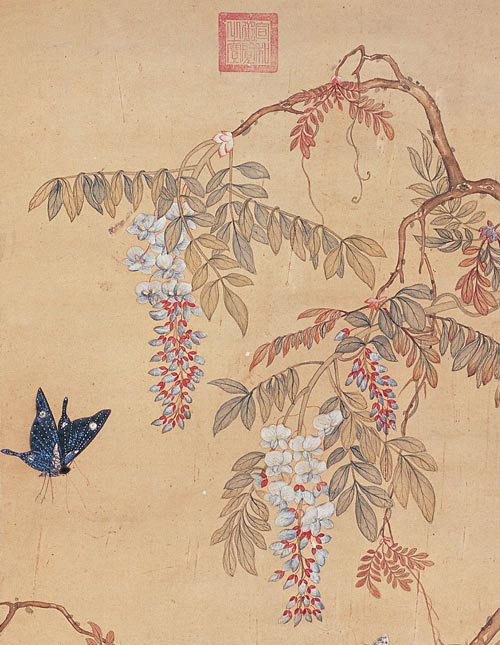
Сюй Си. Бабочка и глициния

Цветы и птицы (хуаняо, кит. трад. 花鳥畫, упр. 花鸟画, пиньинь huā niǎo huà, палл. хуа няо хуа) — жанр китайской пейзажной живописи, основным предметом которого являются растения, птицы, звери либо насекомые. Этот жанр оказал большое влияние на всё китайское прикладное искусство в Средние века. Аналогично другим китайским жанрам произведения-хуаняо содержат поэтические ассоциации и намёки, доступные образованным китайцам своего времени. Художники обычно писали картины в этом жанре на вертикальных и горизонтальных свитках, также встречаются они на веерах, альбомных листах и почтовой бумаге.

## Зарождение
Вся китайская пейзажная живопись уходит корнями в древний культ природы, а также философские течения, стремящиеся понять природу, описать её и классифицировать — даосизм, конфуцианство и буддизм. Как отдельный жанр пейзаж оформился между III и VI веками.
Зарождение хуаняо произошло позже прочих основных китайских изобразительных жанров, хотя изображения птиц встречаются на самых ранних сохранившихся китайских рисунках периода Сражающихся царств и на ещё более ранних предметах обихода. Растения в изобразительном искусстве встречаются ещё раньше — в конце периода Хань, однако они явно были заимствованы с Запада и распространялись довольно медленно. Постепенно изображения цветов стали ближе к реальной китайской флоре, и под влиянием китайской поэтической традиции художники начали передавать образы и настроение через цветы и птиц. Так, зимородки символизировали благородство, а сосна — уединение.
Известно множество несохранившихся изображений периода владычества династии Суй — «Мэйхуа и трясогузка», «Голуби и груша», «Цапля и пруд с цветами лотоса», относящихся к этому жанру. Первым художником, прославившимся изображением птиц, стал Сюэ Цзи, живший в VIII веке. Множество пионеров хуаняо жили на юге Китая, на территории нынешней провинции Сычуань.

## Расцвет: X—XVII века

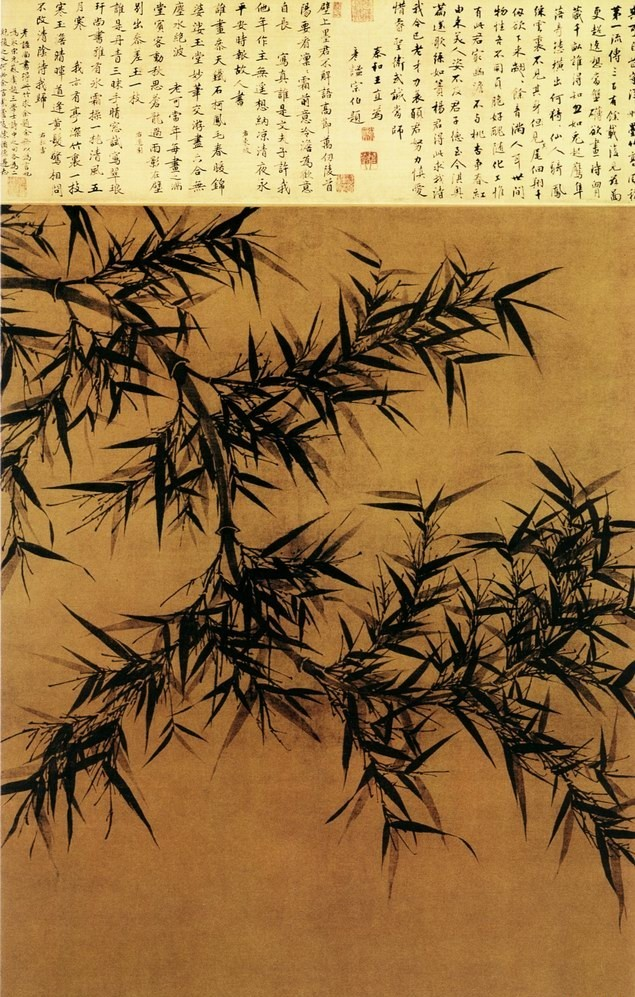
Бамбук Вэнь Туна

Взлёт популярности хуаняо пришёлся на период пяти династий (первая половина X века). Художники Хуан Цюань и Сюй Си, творившие в X веке, считаются основателями и непревзойдёнными мастерами жанра «цветы и птицы», заложившими две основные его стилистические разновидности: рисование чистым тоном с тонкой линией, тщательным выявлением всех характерных особенностей, кит. трад. 寫生, упр. 写生, пиньинь xiěshēng, палл. сешэн; и рисование размывами туши, когда объект воплощается во всей полноте за счёт изображения одного определяющего свойства, кит. трад. 寫意, упр. 写意, пиньинь xiěyì, палл. сеи. Сеи распространился благодаря успеху эстетики Сюй Вэя и Чэнь Даофу.
Также среди мастеров этого времени называют Чжао Чана, работавшего в Сычуани. В целом считалось, что удачная картина-хуаняо выражает столь же много, сколько большой пейзаж, но делает это посредством ограниченного количества элементов. Художники стремились постичь «дао» природы и её саму. Поэт и каллиграф Сыкун Ту писал: «Природа немая, мёртвая для других и красноречивая для идеального поэта».
Популярность данного жанра увеличил, в числе прочего, подъём неоконфуцианства, содержание и характер которого удачно совпали с «цветами и птицами», а также тот факт, что интеллектуалы традиционно ассоциировали себя с «учёными» птицами, а не с «сильными» зверями. Неоконфуцианский термин «ли», означающий первопринцип, суть вещей, стал крайне важен для жанра хуаняо: «ли» считался неделимым, а следовательно, вполне возможно интуитивное изображение Великого предела, недостижимого для логического знания.
В период Сун (X—XIII века) пейзаж и, особенно, хуаняо сильно возвышаются, усиливается литературное влияние на них. Наибольшее распространение получают монохромные изображения орхидей. Мода на хуаняо не сходит ещё долго: в период Мин (XIV—XVII столетия) он продолжал оставаться одним из излюбленных жанров. Количество художников и школ в Китае в это время необычайно выросло. Направления сешэн и сеи окончательно разделились, различия между ними сохранились и в XX столетии. Одним из сунских представителей сеи был Цуй Бо. Более поздний сунский художник, Ван Шэнь, писал как бамбук и простые монохромные пейзажи, так и монументальные красочные пейзажные картины.
Сунских художников привлекала крупная форма, они создавали на горизонтальных свитках огромные многометровые произведения, однако многие пейзажисты также обращались к «малой форме» — хуаняо. Так, Ма Юань и Ся Гуй, работавшие в разных формах, обобщили в своих картинах тщательные наблюдения за природой, сделанные их предшественниками.
Начиная с XIII века на пейзажах становится модно размещать стихи, иногда это низводило их до уровня иллюстрации к тексту, но зачастую становилось мощным средством выражения политического протеста или идеалов художника. Юаньские авторы зачастую намеренно усложняли образность произведений, адресуя их узкому кругу «посвящённых». Крупнейшими юаньскими пейзажистами, обращавшимися к хуаняо, были Чжао Мэнфу, У Чжэнь, Ли Кань, Ни Цзань и Гу Ань.

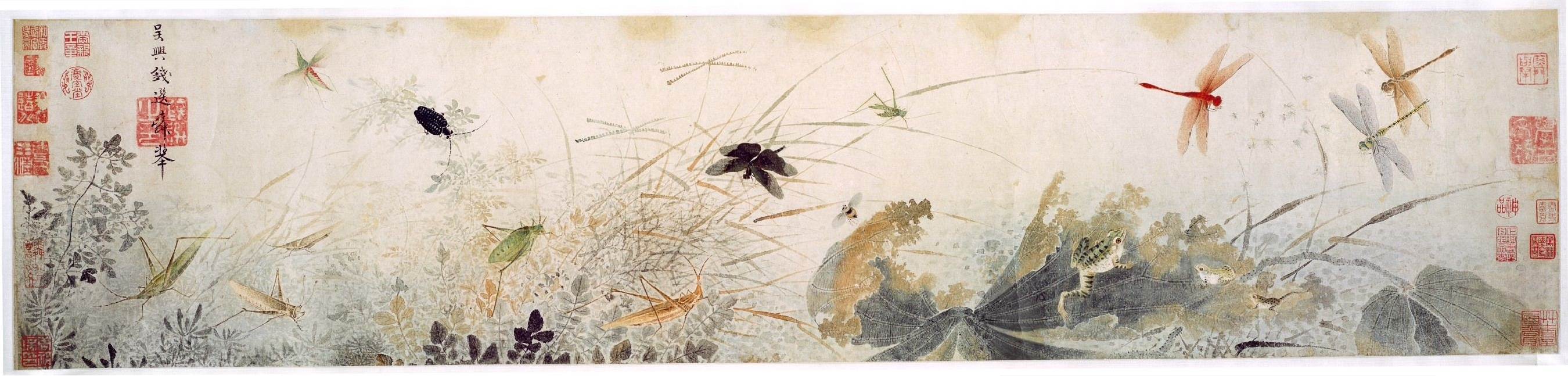
Политическая картина Цянь Сюаня, изображающая захватчиков-монголов в виде наводнивших луг стрекоз

## Новое время

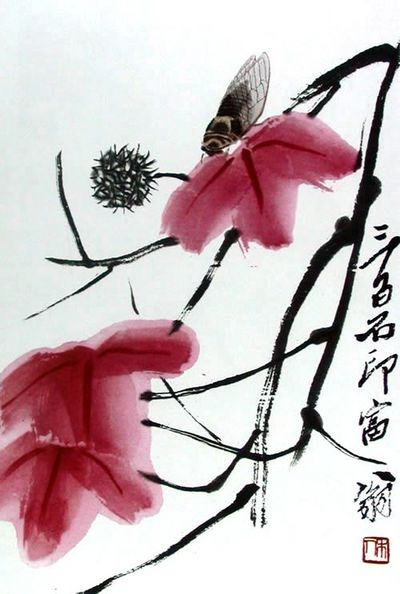
Ци Байши, XX век

Период Цин (XVII—XIX век) стал временем, когда внимание теоретиков китайской живописи было обращено на композицию и технику реалистичного изображения тончайших элементов пейзажа. Несмотря на это, если в работах художника не было вдохновения, а лишь только техническое совершенство, то его считали мастером категории «нэн», самой низкой из четырёх (кит. 逸神妙能, пиньинь yì shén miào néng). В хуаняо этого времени главенствовал принцип рисования с натуры («сешэн»).
Юнь Шоупин, живший в XVII веке на юге Китая, оставил множество изображений мэйхуа и лотосов, он многократно обращался к одним и тем же сюжетам, интерпретируя их и стремясь передать различные способы увидеть красоту природы. Чжу Да начал осовременивать стагнировавшие образы, привнося в них новые композиционные приёмы и даже элемент гротеска; минимальными средствами он создавал ощущение трепетной недоговорённости. Творившее в XVIII веке объединение «Восемь чудаков из Янчжоу» породило новое направление в живописи.
Во второй половине XIX и начале XX века жанр «цветы и птицы» стал пристанищем консерваторов, не желавших отступать от канонов. Новые веяния появились в произведениях Чэнь Шицзэна, У Чаншо, Жэнь Боняня. Яркие картины Чэнь Шицзэна производят свежее впечатление, так как средневековые писались в приглушённых тёплых тонах. Эти новые художники применяли европейскую линейную перспективу и расширили круг изображаемых предметов; в творчестве более поздних авторов явно заметно их влияние.
Крупным мастером жанра, жившим в XX веке, был Ци Байши.

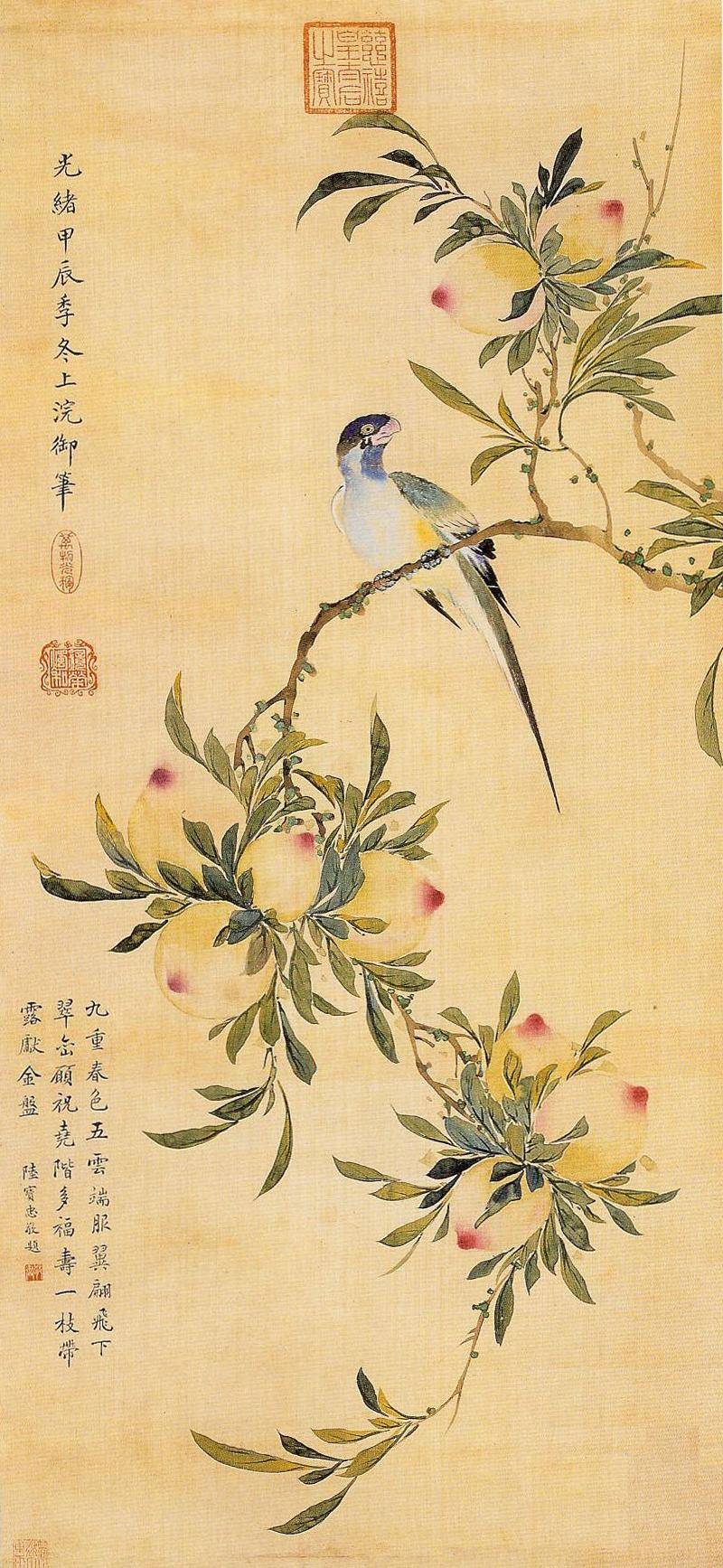
Картина императрицы Цыси, «Птица и фрукты» (кит. трад. 鳥與水果)
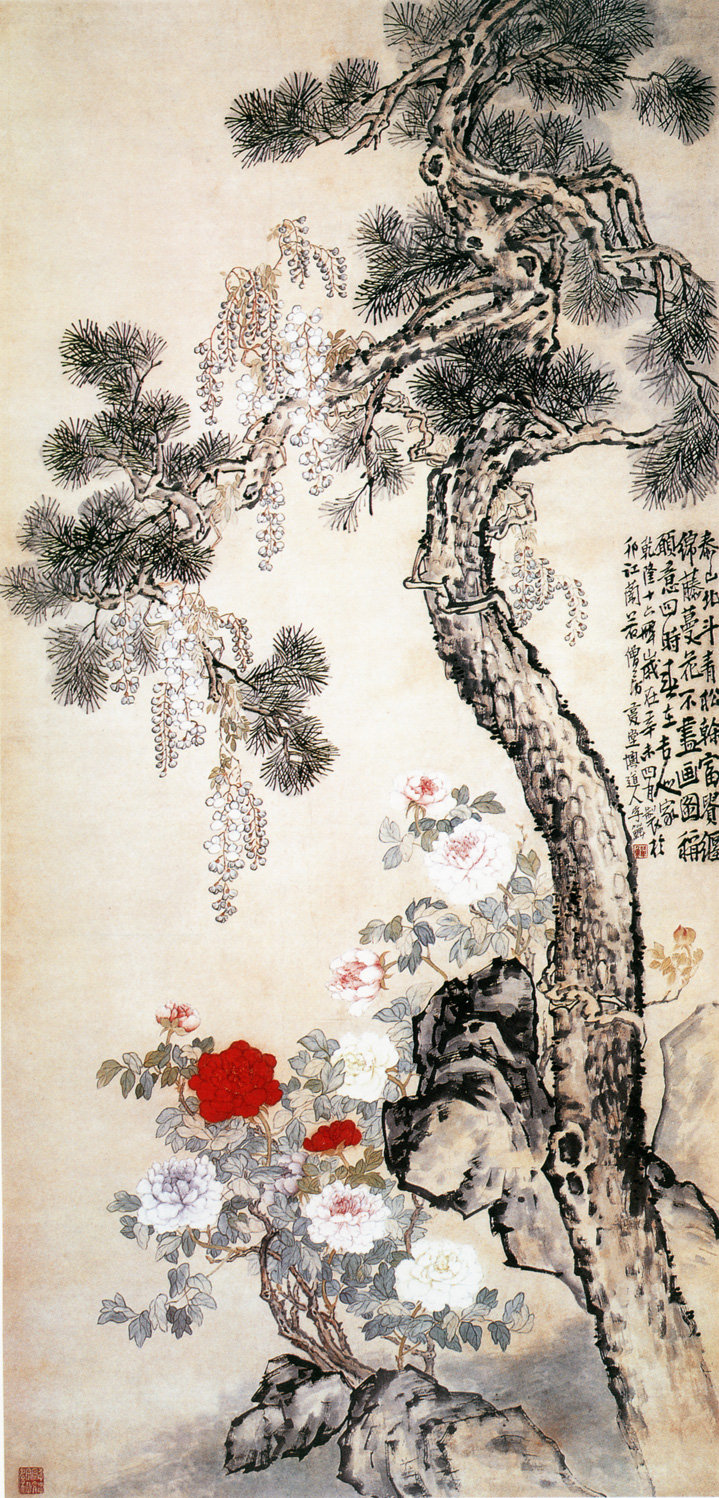
Сосна и глициния, Ли Шань
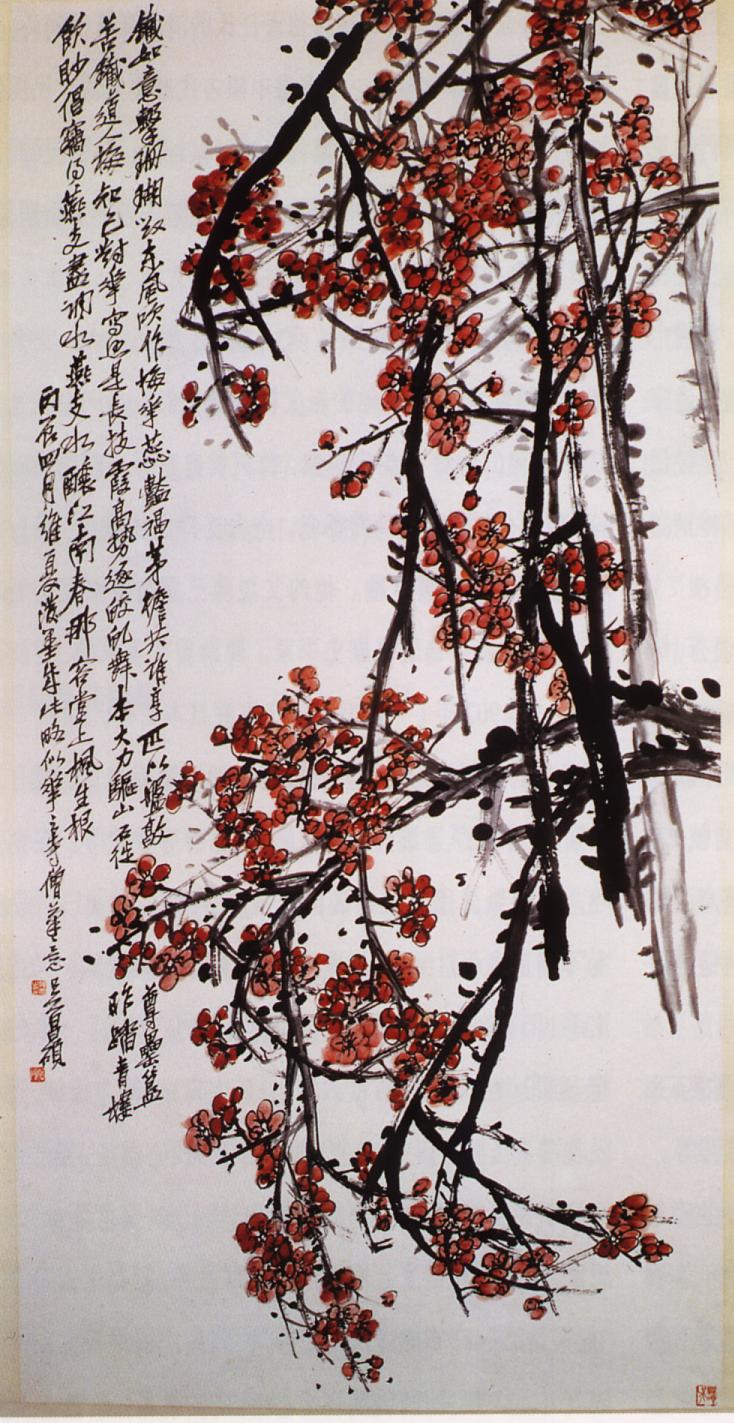
Цветы мэйхуа. У Чаншо

## Мотивы

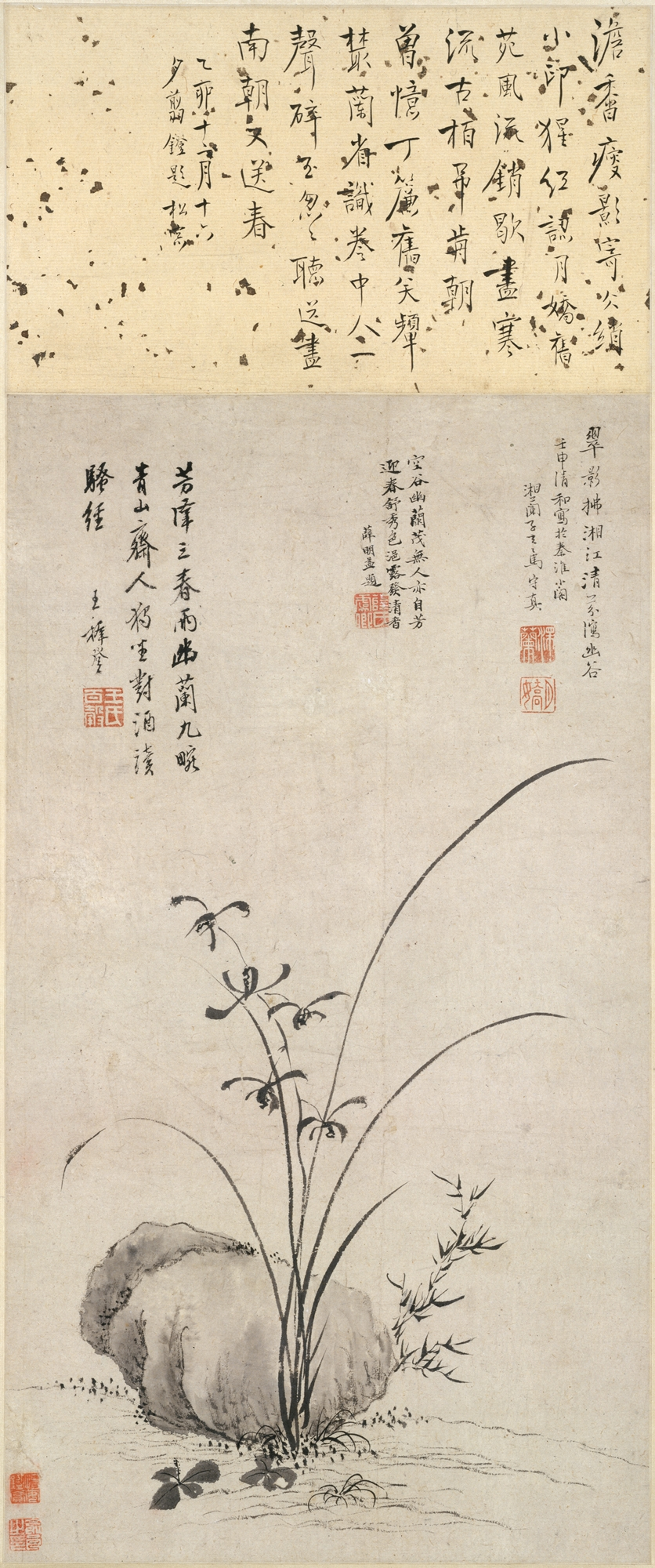
Орхидеи и камень. Ма Шоучжэнь

Китайская живопись вообще глубоко символична, принятый символизм используется и в жанре «цветы и птицы»: пион означает знатность и богатство, лотос — духовную чистоту, позволяющую пройти через соблазны, сочетание бамбука, сосны и сливы-мэйхуа — крепкую дружбу. Творческий метод китайских живописцев требовал глубокого изучения деталей изображаемого предмета с целью как можно более точного изображения его на листе.
Одним из излюбленных мотивов в жанре «цветы и птицы» было изображение четырёх времён года с кульминацией в день зимнего солнцестояния и вообще зимний пейзаж.
В X веке появился поджанр «четыре благородных цветка», изображающий орхидею, дикую сливу сорта мэйхуа, бамбук и хризантему, снискавший огромную популярность. Орхидеи считались цветком скрытого благородства, простоты и чистоты. Изображениями орхидей прославились художники XIII столетия Шэн Мао и Чжао Мэнфу, а также весёлая художница периода Мин Ма Шоучжэнь, однако изображали они их совершенно по-разному. Кроме них орхидеи полюбили мастера техники гохуа и множество художниц. Дикая слива-мэйхуа в жанре «цветы-птицы» несла космогоническую миссию, а бамбук — конфуцианские этические принципы и философии даосизма и чань-буддизма.
Изображение бамбука особенно удачно выходило у Су Ши, Вэнь Туна и Хуан Тинцзяня; его части уподобляли иероглифам и писали каллиграфическими штрихами. Процесс рисования бамбука в период Сун представлялся художникам философским и мистическим действом, но уже начиная с периода Мин художники в основном фокусировались на технических аспектах. В то же время наиболее часто бамбук рисовали чёрной тушью — по легенде некая придворная дама увидела на створке окна его тень в лунную ночь и поразилась тому, насколько хорошо силуэт отражает сущность бамбука. В период Юань изображение бамбука становится необычайно важной темой — бамбук символизирует идеал учёного, которого не согнуть невзгодам. Среди юаньских художников, писавших бамбук, выделяют Ли Каня и Ни Цзаня.
Символом несгибаемости и благородной чистоты стала цветущая дикая слива — мэйхуа. Художники и поэты восхищались её способностью оставаться живой даже в мороз, а также символизмом цветов-ян, растущих на дереве, корни которого уходят в землю-инь и так далее; о мэйхуа говорили, что она должна сочетать в себе чистоту бамбука и стойкость сосны.
Хризантемы — символ отрешённости, возвышенного одиночества — в китайском искусстве были излюбленным поэтическим сюжетом, поэт Тао Юаньмин создал множество высоко оценённых стихов о хризантеме.

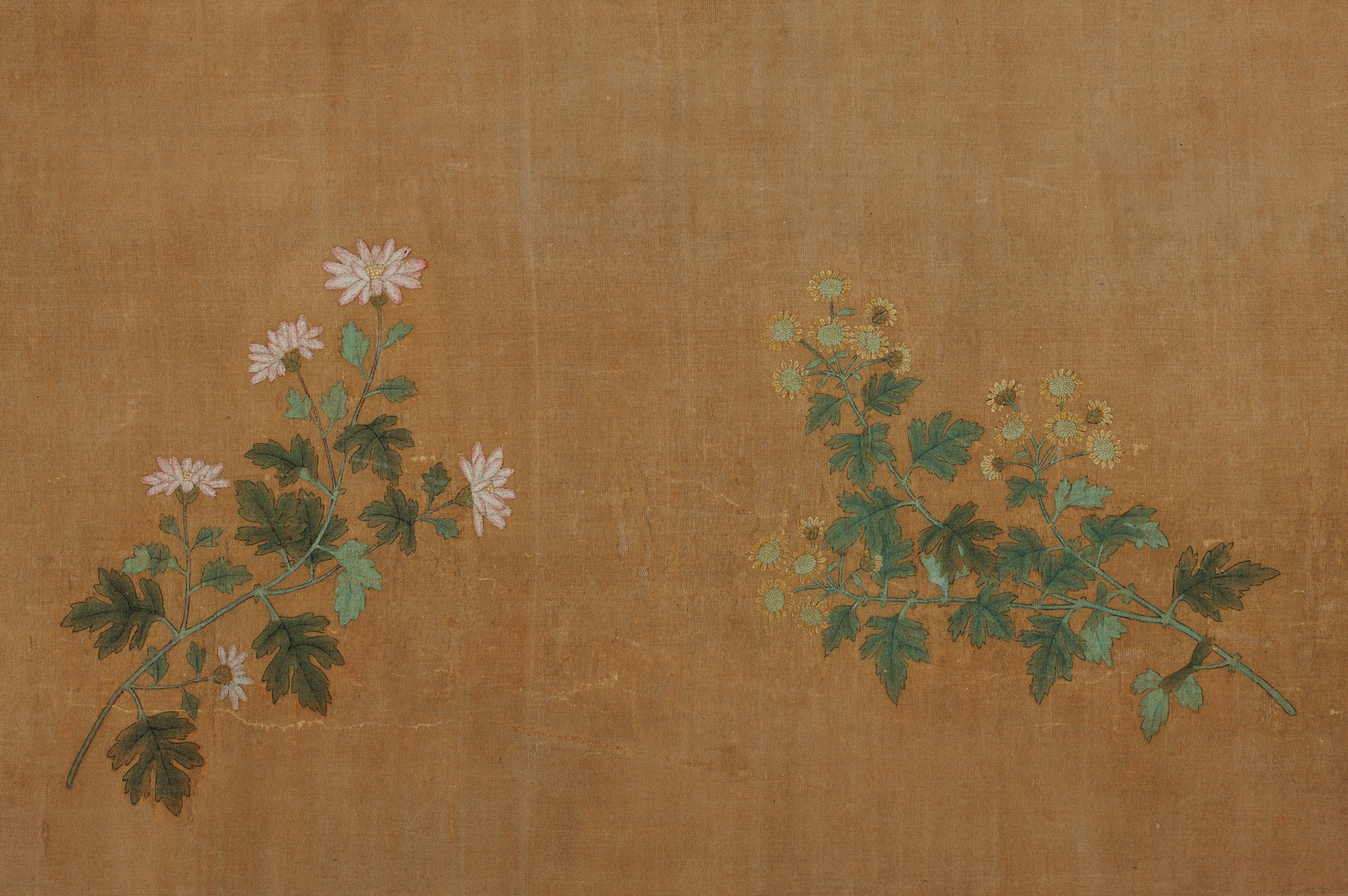
«10 хризантем». Фрагмент. Чжао Мэнфу